# Xã Harrison, Quận Gallia, Ohio
Xã Harrison (tiếng Anh: Harrison Township) là một xã thuộc quận Gallia, tiểu bang Ohio, Hoa Kỳ. Năm 2010, dân số của xã này là 1.063 người.